# Gare de Kōzōji
La gare de Kōzōji (高蔵寺駅, Kōzōji-eki) est une gare ferroviaire de la ville de Kasugai, dans la préfecture d'Aichi, au Japon. La gare est exploitée par les compagnies JR Central et Aichi Loop Railway.

## Situation ferroviaire
La gare de Kōzōji est située au point kilométrique (PK) 372,9 de la ligne principale Chūō. Elle marque la fin de la ligne Aichi Loop.

## Historique
La gare de Kōzōji a été inaugurée le 25 juillet 1900.

## Service des voyageurs

### Accueil
La gare dispose d'un bâtiment voyageurs, avec guichets, ouvert tous les jours.

### Desserte

#### Aichi Loop Railway
- Ligne Aichi Loop :
  - voie 1 : direction Yakusa, Shin-Toyota et Okazaki

#### JR Central
- Ligne principale Chūō :
  - voies 2 et 3 : direction Nagoya
  - voies 4 et 5 : direction Nakatsugawa